# 하이클래스
《하이클래스》은 2021년 9월 6일부터 2021년 11월 1일까지 방송된 tvN 월화 드라마다.

## 기획 의도
대한민국 상위 0.1% 여자들의 완벽한 삶 뒤에 가려진 거짓과 위선의 위험하고 은밀한 미스터리 서스펜스 드라마

## 등장 인물

### 주요인물
- 조여정 : 송여울 역 - 전직 로펌 대표 변호사, HSC 국제학교 학부모
- 김지수 : 남지선 역 - 호텔 로칸다 대표이사 사장, HSC 국제학교 PTA 학부모 대표
- 하준 : 대니 오 / 오순상 역 - HSC 국제학교 Gym Teacher, 전직 캐나다 아이스하키 선수
- 박세진 : 황나윤 역 - J&Y 갤러리 대표, HSC 국제학교 학부모
- 공현주 : 차도영 역 - 배우 출신 셀럽, 레스토랑 살롱 드 愛 공동 대표, HSC 국제학교 학부모

### 송여울의 주변인물
- 장선율 : 안이찬 역 - 여울의 아들, HSC 국제학교 G1
- 김남희 : 안지용 역 - 자산 운용사 마이더스 인베스트먼트 대표, 여울의 남편

### 남지선의 주변인물
- 김지유 : 이준희 역 - 지선의 딸, HSC 국제학교 G1
- 최보근 : 이준모 역 - 지선의 아들, HSC 국제학교 G9
- 김영재 : 이정우 역 - 이오스 성형외과 원장, 지선의 두 번째 남편
- 이채민 : 안승조 역 - 지선의 수행비서

### 황나윤의 주변인물
- 박소이 : 황재인 역 - 나윤의 딸, 숨겨진 지용의 친딸 HSC 국제학교 G1. 이찬의 새누나

### 차도영의 주변인물
- 서윤혁 : 곽시우 역 - 차도영의 아들, HSC 국제학교 G1
- 최성준 : 곽상건 역 - 게임 회사 넥스트게이트 대표, 차도영의 남편
- 김진엽 : 정미도 역 - 레스토랑 살롱 드 愛 공동 대표이자 꽃미남 스타 셰프

### HSC 국제학교
- 우현주 : 도진설 역 - HSC 국제학교 재단 이사장
- 윤인조 : 방영주 역 - 노아의 어머니, 미디어 그룹 KA 미디어 사모
- 강연정 : 성경아 역 - 유빈의 어머니, 국회의원 사모
- 이정열 : 한건영 역 - HSC 국제학교 청교장
- 이가은 : 레이첼 조 역 - HSC 국제학교 G1 Teacher, 이찬의 담임
- 김성태 : 알렉스 코머 역 - HSC 국제학교 재단 재무 이사

### 그 외 인물
- 권혁 : 구용희 역 - 제주경찰서 형사과 형사팀 경위
- 서정연 : 심애순 역 - 타운 하우스 VIP 전용 메이드, 재래시장 상인'
- 미상 : 경찰 역
- 미상 : 구급대원 역
- 박은혜 : 세준의 어머니 역
- 미상 : 세준의 아버지 역
- 미상 : 세준 역
- 미상 : 연예인 동료 역
- 정영주 : 매기 첸 역
- 김범 : 매기 첸의 미남 경호원 역
- 미상 : 나윤의 아버지 역
- David Lee : 사이먼 첸 역

## 시청률
최저 시청률과 최고 시청률은 시청률 조사회사와 지역별로 시청률에 차이가 있을 수 있습니다.
| 2021년 | 2021년    | 2021년         | 2021년       |
| 회차   | 방송일자  | AGB 시청률     | AGB 시청률   |
| 회차   | 방송일자  | 대한민국(전국) | 서울(수도권) |
| ------ | --------- | -------------- | ------------ |
| 제1회  | 9월 6일   | 3.221%         | 3.445%       |
| 제2회  | 9월 7일   | 3.379%         | 3.437%       |
| 제3회  | 9월 13일  | 3.342%         | 3.286%       |
| 제4회  | 9월 14일  | 3.986%         | 4.295%       |
| 제5회  | 9월 20일  | 2.953%         | 3.195%       |
| 제6회  | 9월 21일  | 3.856%         | 4.171%       |
| 제7회  | 9월 27일  | 4.193%         | 4.604%       |
| 제8회  | 9월 28일  | 4.489%         | 4.983%       |
| 제9회  | 10월 4일  | 4.376%         | 4.283%       |
| 제10회 | 10월 5일  | 4.924%         | 4.859%       |
| 제11회 | 10월 11일 | 4.832%         | 5.192%       |
| 제12회 | 10월 18일 | 4.254%         | 4.732%       |
| 제13회 | 10월 19일 | 4.922%         | 4.693%       |
| 제14회 | 10월 25일 | 4.792%         | 4.911%       |
| 제15회 | 10월 26일 | 5.079%         | 4.824%       |
| 제16회 | 11월 1일  | 5.700%         | 5.781%       |

## 결방사유
- 2021년 10월 12일 : tvN 스포츠 《카타르 월드컵 최종예선 4차전》대한민국 vs 이란 경기방송관계로 인한 결방

## 같이 보기
- 대한민국의 텔레비전 드라마 목록 (ㅎ)
- 2021년 대한민국의 텔레비전 드라마 목록